# Frederike Demattio

Frederike Demattio (2020)

Frederike Demattio (* 8. Juni 1965 in Bozen, Südtirol) ist eine in Österreich lebende deutsch-italienische Autorin von Kunst- und Architekturreiseführern über Wien. Sie arbeitet als Verlagslektorin und Übersetzerin.

## Ausbildung und Beruf
Aufgewachsen in Südtirol, maturierte Demattio 1984 am Humanistischen Gymnasium in Bozen und studierte anschließend zunächst in Florenz Rechtswissenschaft.
Dieses setzte sie ab 1987 in Wien fort, verschob ihren Schwerpunkt dann in die Literaturwissenschaft und absolvierte 1989 das Magisterstudium in Germanistik.
1992 absolvierte sie den Lehrgang für Kulturmanagement am Institut für Kulturmanagement in Wien an welches sie Fortbildungen im Bereich der Kulturvermittlung (Museumspädagogik) an der Fundación la Caixa, Barcelona anschloss. 2006 absolvierte sie den Lehrgang für freies Lektorat an der Akademie des Deutschen Buchhandels in München, 2007 den Lehrgang für Trainer mit Wirtschafts- und Sozialkompetenz, 2009 den Diplomlehrgang Systemischer Coach (BFI Wien) 2011 den Lehrgang für Lernberatung und Lernbegleitung und 2012 die Ausbildung zur Lebens- und Sozialberaterin.
Nach Lehrtätigkeiten beim Wiener Goetheinstitut war Demattio ab 1992 zunächst Produktionsassistentin, dann Leiterin der Rechtsabteilung und Personalreferentin bei den Wiener Festwochen.
2001 übernahm sie die Programmleitung des Athesia Taschenbuchverlags in Bozen (Südtirol) und von 2005 bis 2009 Programmleitung des Wiener Metroverlags. Sie ist Autorin von Kunst- und Architekturreiseführern über Wien und übersetzte aus dem Italienischen den Roman Der Zweifel von Nuccio Pepe.
Seit 2011 ist sie Redaktionsleiterin der Kinderzeitschrift PICO.

## Persönliches
Demattio hat zwei Töchter und lebt im Bezirk Mödling.
Seit 2015 engagiert sie sich ehrenamtlich in der Flüchtlingshilfe als Koordinatorin von Deutschkursen, seit 2024 als Vorsitzende des Vereins „Connect Mödling“.
Neben ihrer Autorinnentätigkeit arbeitet sie als freie Journalistin und veröffentlicht Beiträge u. a. auf der Plattform Torial.

## Monografien
- Italienisches Wien: Wo Wien Italien ist! (2006), Metroverlag Wien, ISBN 3-902517-01-8, ISBN 978-3-902517-01-2
- Wiener Höhepunkte: Wo Wien von oben am schönsten ist. Mit Valentin Demetz-Wille, Metroverlag Wien 2006, ISBN 3-902517-03-4, ISBN 978-3-902517-03-6
- Jugendstil Guide Wien. (1. Aufl. 2006, 2., aktualisierte Auflage 2013), Metroverlag Wien, ISBN 3-99300-007-2, ISBN 978-3-99300-007-3
- Wien und die Kinder: 55 Tipps für Kids & Co. (2006), Metroverlag Wien, ISBN 3-902517-06-9, ISBN 978-3-902517-06-7
- Wien und die Kinder: Was machen wir denn heute?! (2. Aufl. 2015), Metroverlag Wien, ISBN 3-99300-169-9, ISBN 978-3-99300-169-8

Übersetzungen
- Der Zweifel (Originaltitel: Il dubbio) von Nuccio Pepe. (2013) Metroverlag Wien, ISBN 3-99300-118-4, ISBN 978-3-99300-118-6
- The Ring of the Lords von Lecca Nicola und Wie klein die Welt in Wien ist von Radek Knapp, aus dem Italienischen von Frederike Demattio. In: 1865, 2015. 150 Jahre Wiener Ringstraße, Metroverlag, Wien 2014, ISBN 978-3-99300-175-9[4]